# Translagorai
Der Translagorai ist ein alpiner Höhenwanderweg, der in etwa 80 km und mehreren Tagesetappen durch die Lagorai-Kette im Trentino führt.

## Allgemeine Beschreibung
Unter Translagorai versteht man die Kammquerung der Lagorai-Kette in ihrer gesamten Ost-West-Ausrichtung. Der Weg ist also solcher nicht extra ausgeschildert und verläuft auf dem vom Trentiner Alpenverein (SAT) gepflegten Wegenetz durch den Lagorai. Eine Begehung kann in beide Richtungen erfolgen. Ausgangs- und Endpunkte sind in der Regel die Panarotta oberhalb von Levico Terme in der Valsugana und der Passo Rolle, der das Fleimstal mit dem Primör verbindet. Andere mögliche Ausgangs- oder Endpunkte sind der Passo Manghen und das Rifugio Sette Selle. Für die Strecke Panarotta – Passo Rolle sind zwischen fünf und sechs Tagen zu veranschlagen. Der Translagorai kann jederzeit unterbrochen werden. Als Notausstiege kommen das Rifugio Cauriol, das Rifugio Refavaie im Vanoi oder der Passo Manghen in Frage, die alle mit dem PKW zu erreichen sind und mit Ausnahme des Rifugio Refavaie an der Strecke liegen.
Die Schwierigkeit bei der Begehung des Translagorai, die zugleich aber auch einen der wesentlichen Reize ausmacht, liegt an den wenigen Infrastrukturen, die entlang der Strecke zu finden sind. Mit dem Rifugio Sette Selle und dem Rifugio Cauriol gibt es nur zwei bewirtschaftete Schutzhütten als Etappenziele entlang der Strecke. Je nach Etappenplanung kann man auch am Passo Manghen und im Rifugio Malga Conseria übernachten. Ansonsten muss man mit Selbstversorgerhütten auskommen, in der Regel einfache Biwakhütten oder Almen mit Biwakeinrichtungen. Das bedeutet, dass die entsprechende Ausrüstung einschließlich Verpflegung für mehrere Tage mit sich geführt werden muss. Unterwegs kann nur eingeschränkt in den Schutzhütten oder in den Almen, falls bewirtschaftet, Proviant nachgekauft werden. Trinkwasser ist entlang der Strecke dagegen ausreichend zu finden. Nach schneereichen Wintern muss nordseitig immer mit Schneefeldern gerechnet werden. Aufgrund der fehlenden Schutzhütten trifft man in der Regel entlang der Strecke nur auf wenige Wanderer. Die relative Abgeschiedenheit gehört sicher zu den Reizen der Tour ist aber zugleich ein nicht zu unterschätzender Risikofaktor.

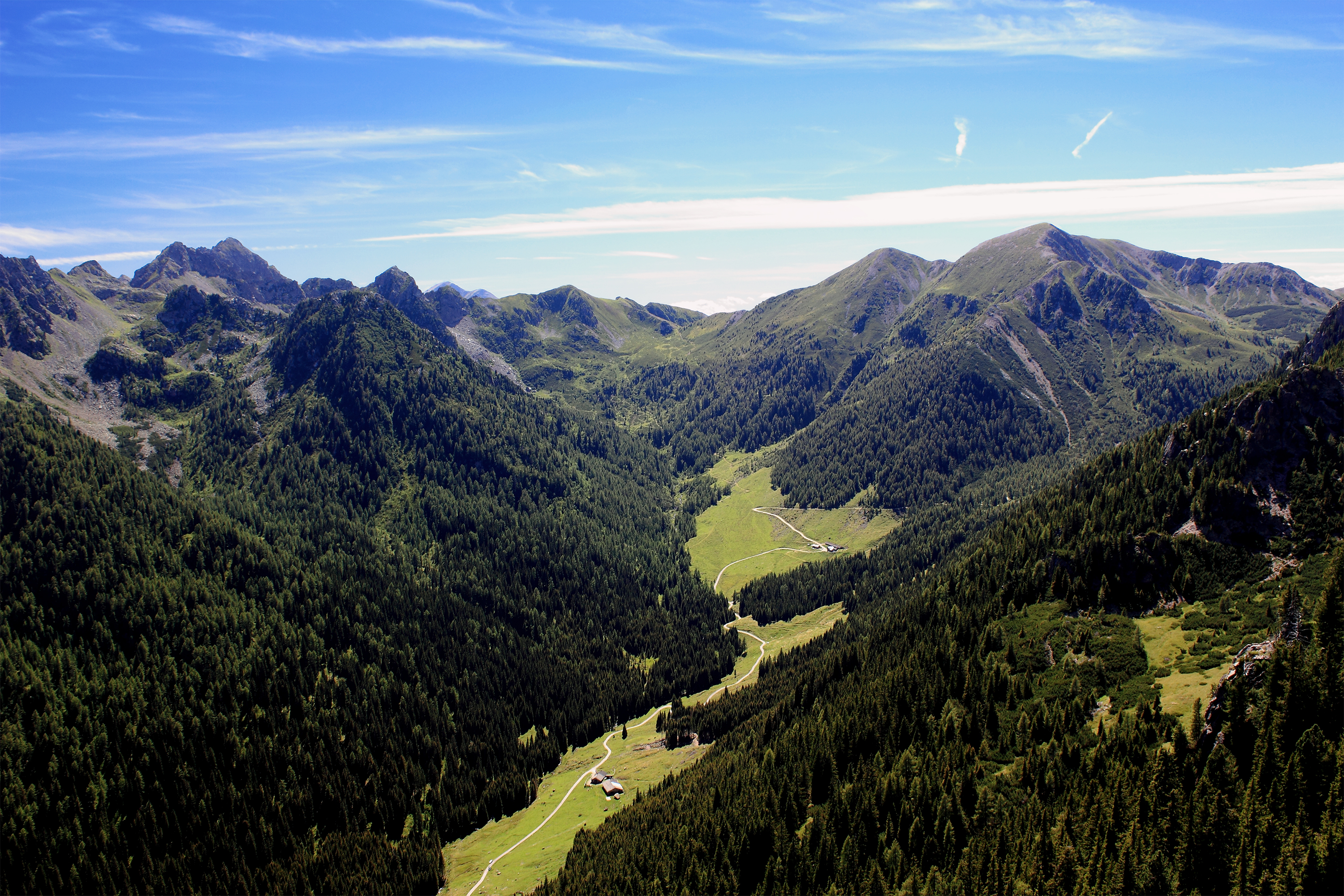
Oberes Val di Calamento
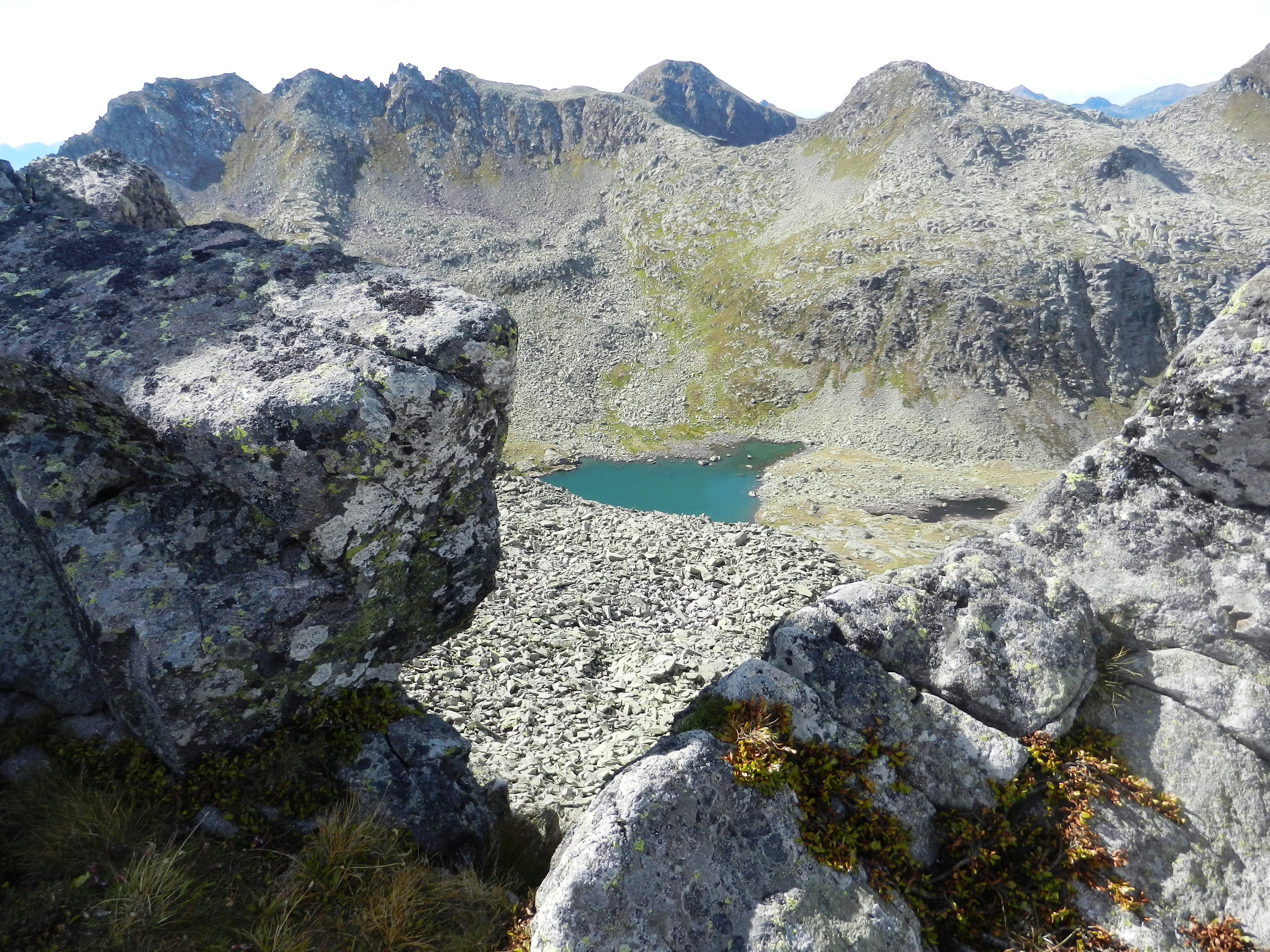
Forcella delle Sute
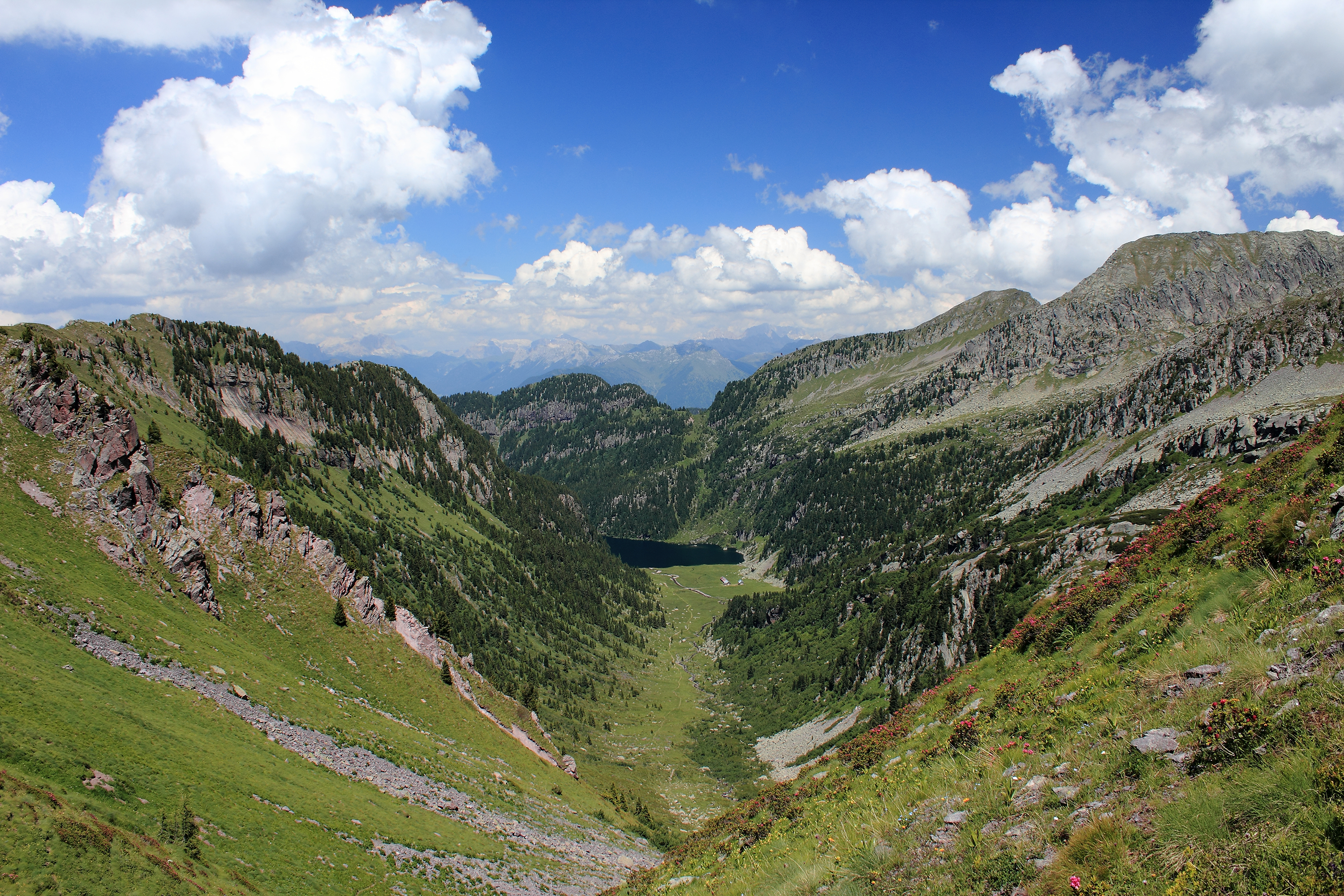
Lago Lagorai von der Forcella Vallon
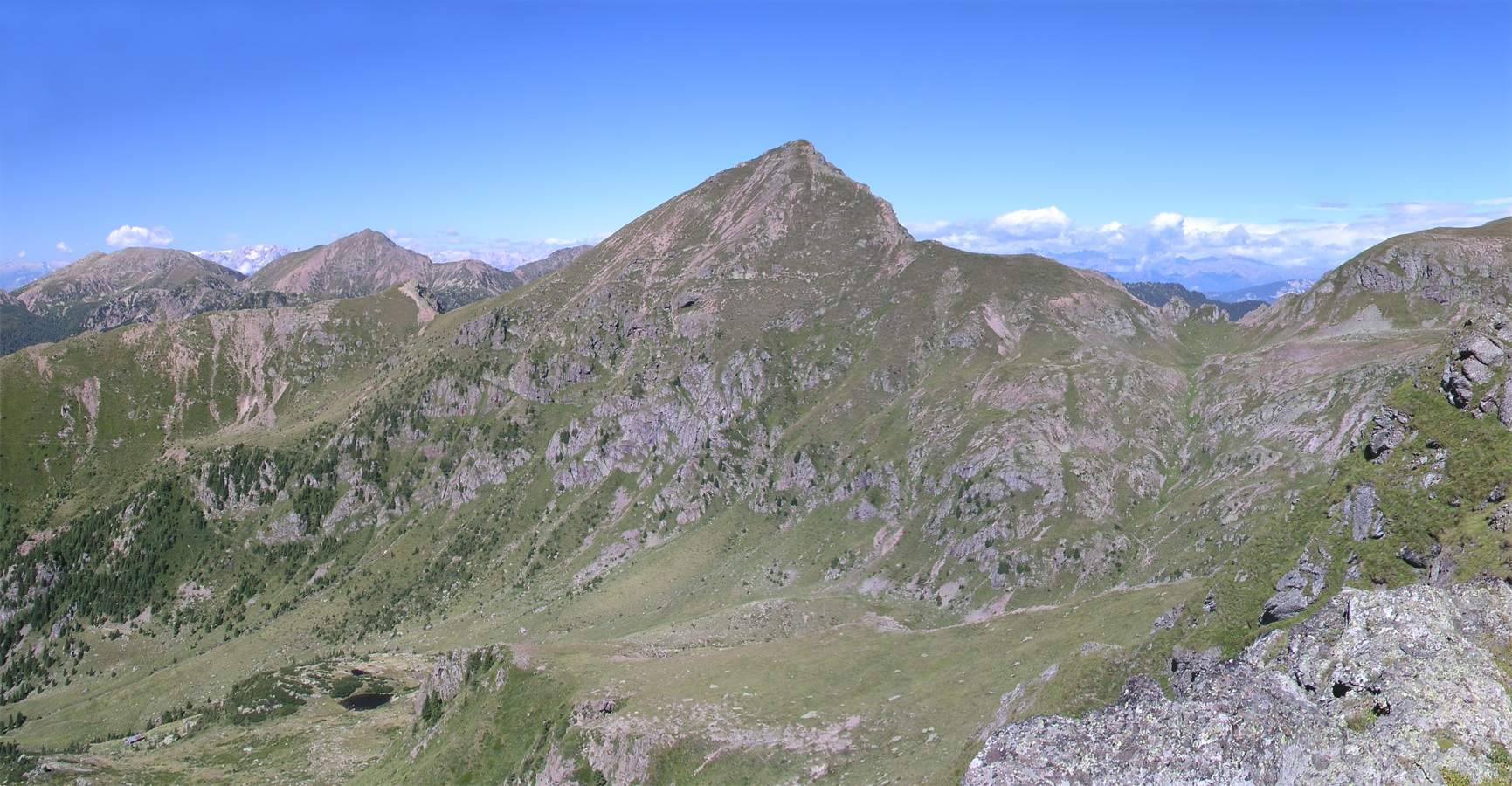
Monte Ziolera
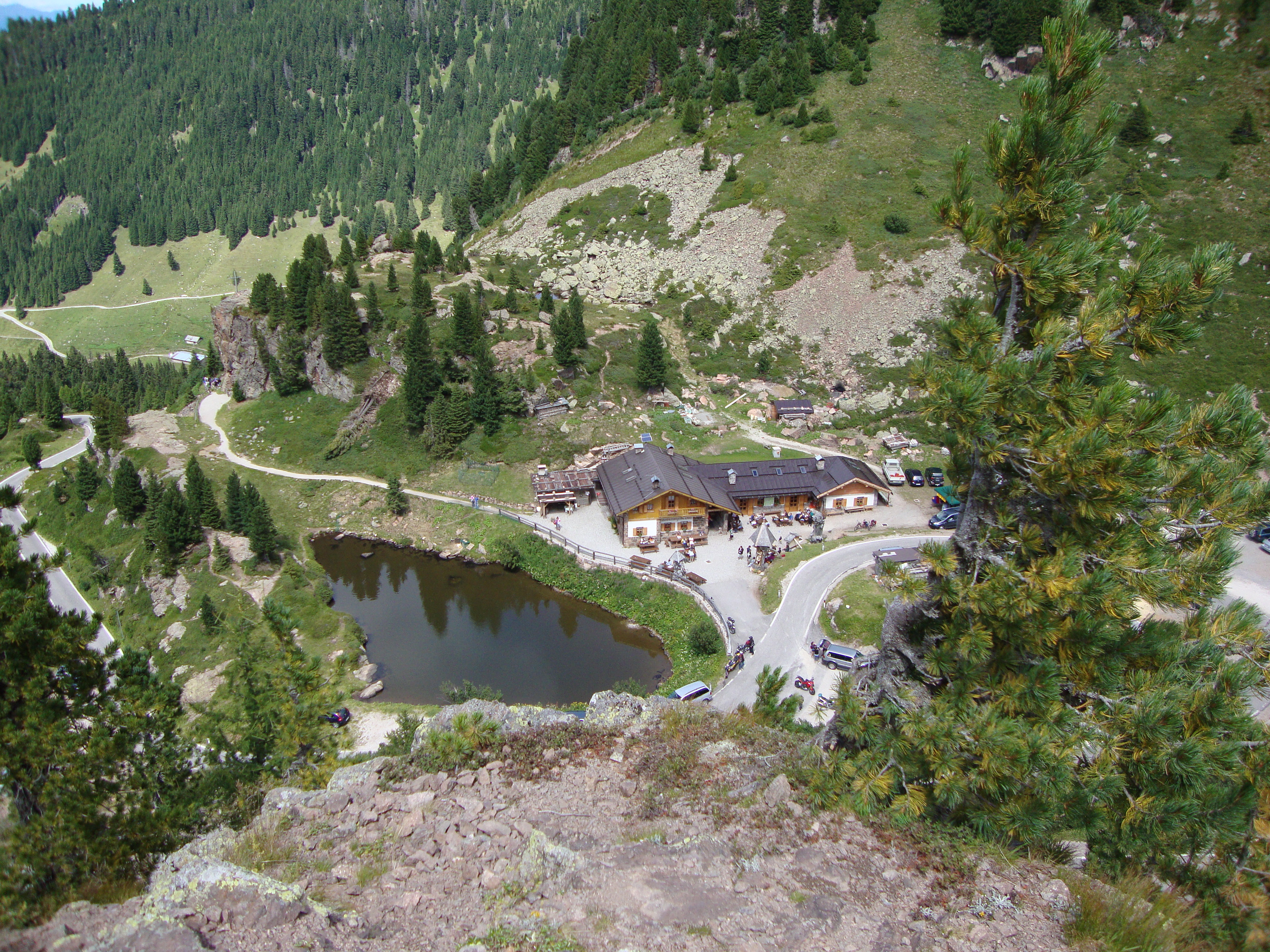
Passo Manghen
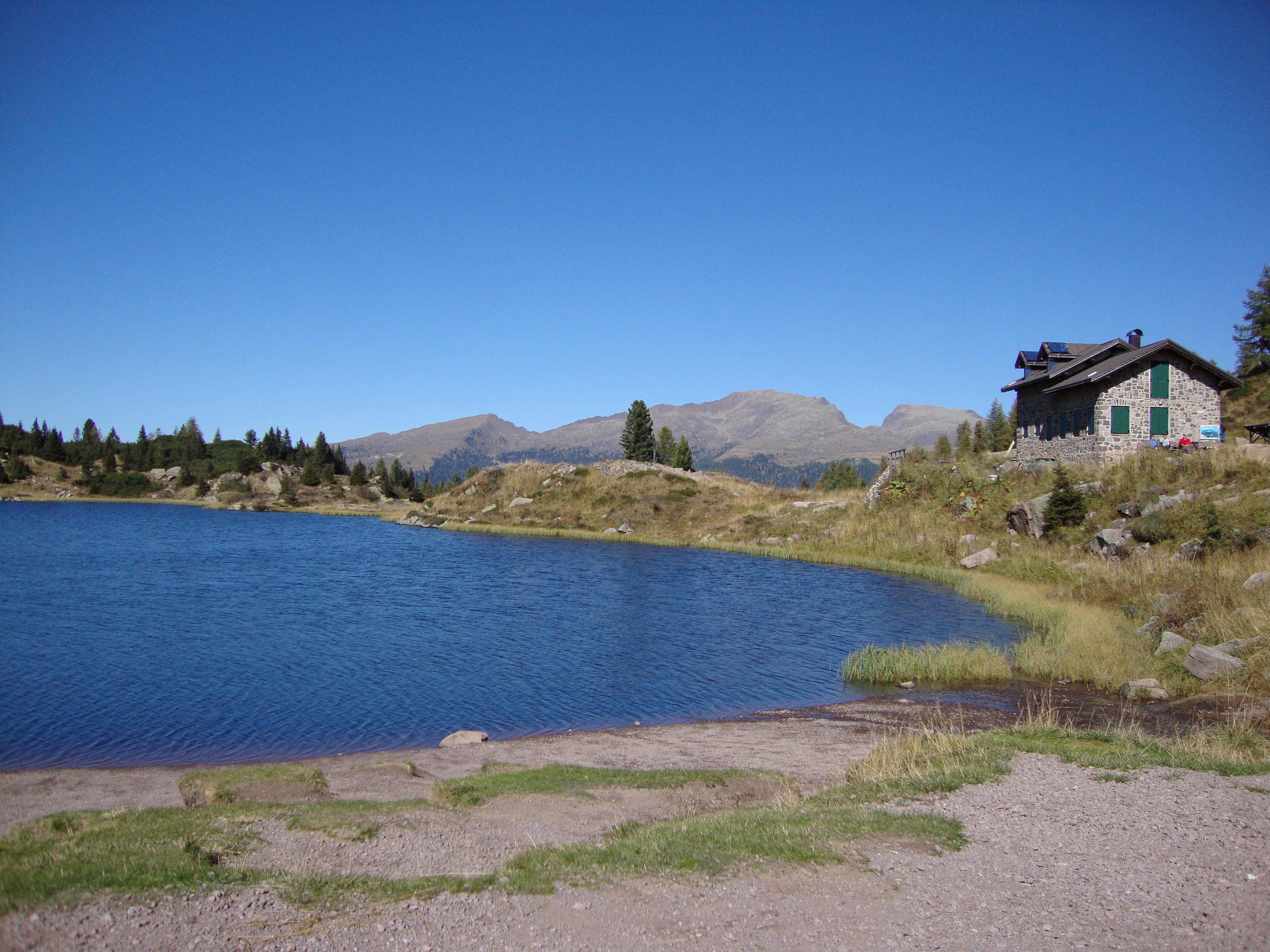
Rifugio Laghi di Colbricon

## Etappen
Aufgeführt ist die Strecke von West nach Ost in sechs Etappen. Insgesamt werden etwa 5000 Höhenmeter im Auf- und 4500 Höhenmeter im Abstieg zurückgelegt.
| Etappe | Start                  | Ziel                     | Gehzeit | Streckenverlauf |
| ------ | ---------------------- | ------------------------ | ------- | --- |
| 1. Tag | Panarotta              | Rifugio Sette Selle ⊙    | 7 h     | Panarotta Weg 325, Mt. Fravort, M. Gronlait, Pizzo Alto, Weg 343, Cima Cavè, Rifugio Sette Selle |
| 2. Tag | Rifugio Sette Selle    | Bivacco al Mangheneto ⊙  | 5 h     | Rifugio Sette Selle, Weg 340, Passo Cagnon di Sopra, Weg 461, Passo Cadin, Weg 310, Bivacco al Mangheneto |
| 3. Tag | Bivacco al Mangheneto  | Malga Val Cion ⊙         | 5 h     | Bivacco al Mangheneto, Weg 310, Passo Manghen, Weg 322, Forcella Ziolèra, Forcella Valsorda, Weg 318, Passo Val Cion, Malga Val Cion (zum bewirtschaftetem Rifugio Malga Conseria muss eine Stunde dazugerechnet werden) |
| 4. Tag | Malga Val Cion         | Rifugio Cauriol ⊙        | 8 h     | Malga Val Cion, Passo Val Cion, Weg 316, Forcella Lagorai, Weg 321, Forcella Pieroni, Forcella Litegosa, Passo Sadole, Rifugio Cauriol                                                                                   |
| 5. Tag | Rifugio Cauriol        | Bivacco Paolo e Nicola ⊙ | 6 h     | Rifugio Cauriol, Weg 349, Forcella Coldòse, Forcella Valmaggiore, Bivacco Paolo e Nicola |
| 6. Tag | Bivacco Paolo e Nicola | Passo Rolle              | 8 h     | Bivacco Paolo e Nicola, Weg 349, Forcella di Cece, Forcella Valon, Bivacco Aldo Moro, Forcella Colbricon, Passo Colbricon, Weg 348, Malga Rolle                                                                          |

## Karten
- Kompass-Wanderkarte 1:25.000 Val Sugana–Cima d’Asta-Valle dei Mocheni Nr. 621 (westlicher und mittlerer Teil)
- Kompass-Wanderkarte 1:25.000 Fleimstal/Val di Fiemme–Catena del Lagorai Nr. 618  (mittlerer und östlicher Teil)